# حسن‌علی‌خان عمادالسلطنه خراسانی
حسنعلی خان عمادالسلطنه خراسانی از سیاستمداران ایرانی بود، که در  دوره سوم و دوره چهارم بعنوان نماینده مشهد در مجلس شورای ملی حضور داشت.